# Biscarrués
Biscarrués es un municipio aragonés situado en la comarca de Hoya de Huesca, en la provincia de Huesca, España. Forma parte de la comarca natural de la Galliguera.

## Geografía
Está situado en el valle del río Gállego, al norte del embalse de Ardisa.
Compuesto por cuatro núcleos urbanos: Biscarrués, Erés y Piedramorrera.
Limita al norte con Ayerbe y Santa Eulalia de Gállego, al sur con Lupiñén, por el este con Ayerbe y Lupiñen y por el oeste con Ardisa.

## Historia
- Primera mención: en 1083 se cita «Sancta Maria de Biscarruesse».[3]
- En abril de 1194 don Pedro Puyó y sus hermanos dieron a poblar el término que poseían en Santa María de Biscarrués.[4]
- El día 18 de agosto de 1381 el rey Juan I de Aragón vendió Biscarrués al monasterio de Montearagón.[5]
- En 1495 contaba con 23 fuegos.
- En 1610 pertenecía al Señor de Ayerbe.
- En 1713 tenía solo 22 vecinos.
- El día 12 de diciembre de 1930 Fermín Galán se entrega al alcalde del pueblo, poniendo así fin a la sublevación de Jaca.
- En 2020 el Tribunal Supremo El Tribunal Supremo confirma la anulación del anteproyecto y la declaración de impacto ambiental del embalse de Biscarrués.[6]

## Demografía
Biscarrués cuenta con una población de 187 habitantes (INE 2024).
| Gráfica de evolución demográfica de Biscarrués entre 1842 y 2021 |
| |
| Población de derecho según los censos de población del INE Población de hecho según los censos de población del INEEntre el censo de 1857 y el anterior, crece el término del municipio porque incorpora a Erés Entre el censo de 1940 y el anterior, crece el término del municipio porque incorpora a Piedramorrera |

## Administración y política
| Período   | Alcalde                  | Partido |  |
| --------- | ------------------------ | ------- |  |
| 1979-1983 | Mariano Torralba Uruén   | UCD     |  |
| 1983-1987 | Mariano Torralba Uruén   | PAR     |  |
| 1987-1991 | Luis Giménez Pablo       | Ind.    |  |
| 1991-1995 | José Torralba Marcuello  | Ind.    |  |
| 1995-1999 | José Torralba Marcuello  | CHA     |  |
| 1999-2003 | José Torralba Marcuello  | CHA     |  |
| 2003-2007 | José Torralba Marcuello  | CHA     |  |
| 2007-2011 | José Torralba Marcuello  | CHA     |  |
| 2011-2015 | José Torralba Marcuello  | CHA     |  |
| 2015-2019 | José Torralba Marcuello  | CHA     |  |
| 2019-2023 | José María Giménez Banzo | CHA     |  |

| Partido político    | Partido político                                   | 1987   | 1991   | 1995   | 1999   | 2003   | 2007   | 2011   | 2015   | 2019   | 2023   |
| Partido político    | Partido político                                   | Ediles | Ediles | Ediles | Ediles | Ediles | Ediles | Ediles | Ediles | Ediles | Ediles |
|                     | Partido de los Socialistas de Aragón (PSOE-Aragón) | —      | —      | —      | —      | —      | 1      | —      | —      | —      | —      |
|                     | Partido Popular de Aragón (PP)                     | —      | —      | —      | —      | 1      | —      | —      | 1      | 1      | 2      |
|                     | Partido Aragonés (PAR)                             | 3      | —      | —      | —      | —      | —      | 2      | —      | 1      | —      |
|                     | Chunta Aragonesista (CHA)                          | —      | —      | 7      | 5      | 4      | 4      | 3      | 4      | 3      | 3      |
|                     | Independientes                                     | 4      | 7      | —      | —      | —      | —      | —      | —      | —      | —      |
| Total de concejales | Total de concejales                                | 7      | 7      | 5      | 5      | 5      | 5      | 5      | 5      | 5      | 5      |

## Cultura

### Patrimonio

#### Monumentos religiosos
- Iglesia parroquial dedicada a la Asunción, del siglo XVIII. La torre, del siglo XII, es lo único que queda del antiguo edificio, sobre el que está construido el actual. Durante la Semana Santa se monta en su interior un espectacular monumento del siglo XVIII, formado por 22 lienzos.

- Ermita de Santa Quiteria, reconstruida en 1748.
- Cruces de término. Cruz de la Fuente y Cruz de la Balsa ambas del siglo XVI y recientemente restauradas. La última está decorada con bajorrelieves de la vida de San Pelayo.

#### Monumentos civiles
- Fuente de pila bajo un arco abierto en un muro de sillares, del siglo XVI o siglo XVII.
- Lavadero fechado en 1888.
- Bóveda de Eugenio, caseta de piedra cubierta con una cúpula. Actualmente existe una réplica de esta caseta en el parque Pirenarium de Sabiñánigo.

### Fiestas
- Día 20 de enero en honor de San Sebastián.
- Día 15 de agosto Ntra. Sra. de la Asunción.
- Día 22 de mayo romería a la ermita de Santa Quiteria.
- Día 10 de noviembre San Martín.

## Localidades hermanadas
- Escout, Francia.[13]

## Ciudadanos destacados
- Jesús María Pérez Loriente, jugador de baloncesto internacional por España.